# Beleg van Gouda (1428)
Het Beleg van Gouda vond plaats in mei 1428 tijdens de Hoekse en Kabeljauwse twisten.

## Achtergrond
In het jaar 1425 zette Filips de Goede, Jacoba van Beieren gevangen in het slot Gravensteen in het Vlaamse Gent. Strijdbaar als Jacoba was, wist zij met behulp van Hoekse medestanders binnen twee à drie maanden uit de gevangenis te ontsnappen. Haar doel was de vestingdriehoek Schoonhoven-Oudewater-Gouda in bezit te nemen en vandaar uit haar basis op te zetten om het Graafschap Holland onder haar gezag te krijgen.
Op 17 september 1425 werd gravin Jacoba ingehuldigd in Gouda, waar zij haar intrek nam in het kasteel Ter Goude, wat haar verblijfplaats zou worden tussen 1425 en 1428. Vanuit haar kasteel zette zij haar strijd tegen de Kabeljauwen voort om Holland en Zeeland terug te krijgen. Toen zij op enig moment vernam dat de vijand in Leiden een leger bijeen had gebracht om eerst Alphen aan den Rijn en daarna Gouda aan te vallen, nam zij een kordaat besluit. Jacoba liet alle troepen uit Schoonhoven, Oudewater en Gouda verzamelen en trok over de Gouwe ten  strijde bij Alphen aan den Rijn. Jacoba won en als blijk van deze overwinning werden de banieren van de steden Haarlem, Leiden en Amsterdam naar Gouda mee terug genomen. Gouda was op dat moment hoofdstad van de Hoekse beweging.

## Beleg
Filips de Goede liet het hier niet bij zitten. In mei van het jaar 1428 begon hij met het beleg van Gouda door een enorme Bourgondische legermacht aan te werven en marcheerde vervolgens naar het hof van Jacoba. Aan drie kanten werd Gouda omsingeld door tentenkampen, terwijl aan de rivierzijde bij het kasteel de kapersvloot van Willem van Brederode als enig steunpunt lag. Jacoba stuurde bodes naar Jan van Montfoort en naar bisschop Rudolf van Diepholt, waarmee ze in maart 1427 een verbond had gesloten, om steun te verkrijgen. Het leger van Filips was te groot om te verslaan, waarna Jacoba na ruim een maand stand te hebben gehouden overging tot capitulatie.
Net verlaten door haar man Humphrey van Gloucester tekende Jacoba uiteindelijk op 3 juli 1428 de vrede met Filips van Bourgondië. In het verdrag, genaamd de Zoen van Delft, behield zij haar titel Gravin van Holland, Zeeland en Henegouwen en erkende zij Filips als erfgenaam en regent.